# الرق في الولايات المتحدة الاستعمارية

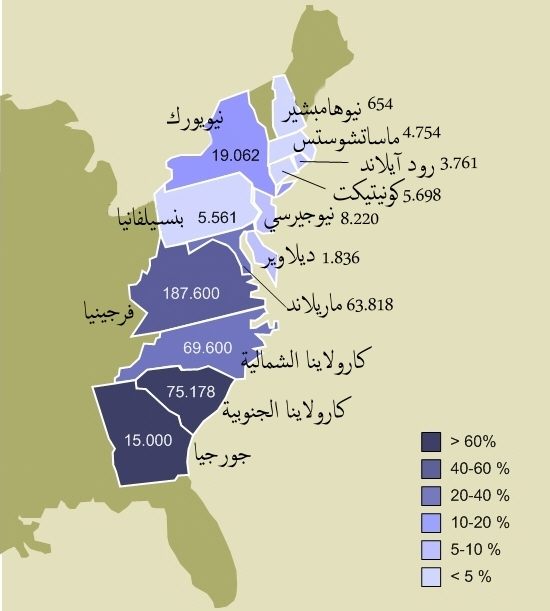
السكان المستعبدين في المستعمرات الثلاثة عشر في 1770.

أصول الرق في الولايات المتحدة الاستعمارية (1600-1776) معقدة وهناك العديد من النظريات التي تم اقتراحها لشرح تجارة الرق. وكان مرتبطا إلى حد كبير بالمستعمرات الأوروبية في حاجة إلى العمل، ولا سيما المزارع العاملة الزراعية في مستعمرات السكر في منطقة البحر الكاريبي التي تديرها بريطانيا العظمى وفرنسا وإسبانيا والجمهورية الهولندية.
قد تم استيراد معظم العبيد الذين تم جلبهم أو اختطافهم إلى المستعمرات البريطانية الثلاث عشرة التي أصبحت فيما بعد الساحل الشرقي للولايات المتحدة من منطقة البحر الكاريبي، وليس من إفريقيا مباشرة. ووصلوا إلى منطقة البحر الكاريبي في الغالب نتيجة لتجارة الرقيق في المحيط الأطلسي. كما استعبد السكان الأصليون في مستعمرات أمريكا الشمالية، ولكن على نطاق أصغر بكثير. وأصبح وضع الرقيق الأفارقة عادة وراثة.

## الخلفية
في حين أنهم كانوا يعرفون عن تجارة الرقيق الإسبانية والبرتغالية، فإن البريطانيين لم ينفذوا عمل العبيد في الأمريكتين حتى القرن السابع عشر. كان المسافرون البريطانيون مفتونين من الناس ذوي البشرة الداكنة الذين وجدوا في غرب إفريقيا، وسعوا إلى خلق الأساطير التي تضع هؤلاء البشر الجدد في نظرهم للكون.
جاء الأفارقة الأوائل الذين وصلوا إلى إنجلترا طوعا مع جون لوك (سلف الفيلسوف الشهير جون لوكي) في 1555. وكان لوك يعتزم تعليمهم الإنجليزية من أجل تسهيل تداول السلع المادية. هذا النموذج أفسح المجال لتجارة الرقيق التي بدأها جون هوكينز، الذي استولى على 300 إفريقي وباعهم إلى الأسبان. وكان السود في انكلترا تابعين ولكن لم يكن لديهم الوضع القانوني للعبيد.
في 1607، إنكلترا انشأت جيمستاون كأول مستعمرة دائمة في قارة أميركا الشمالية. أصبح التبغ المحصول الرئيسي للمستعمرة، بسبب جهود جون رولف في 1611. وبمجرد أن أصبح واضحا أن التبغ كان يقود مستعمرة جيمستاون، كان هناك حاجة إلى مزيد من العمالة. كانت الأرستقراطية البريطانية بحاجة إلى إيجاد قوة عاملة للعمل في مزارعها في الأمريكتين. وكانت الإمكانات الرئيسية هي الخدم من بريطانيا والأمريكيين الأصليين والغرب الأفارقة. خلال هذا الوقت، خارج البر الرئيسي لأمريكا الشمالية، أصبحت بربادوس مستعمرة إنجليزية في عام 1624 وجامايكا في عام 1655. وأصبحت هذه المستعمرات الكاريبية الأخرى مركز الثروة والتركيز على تجارة الرقيق للإمبراطورية الإنجليزية المتنامية.
أما بالنسبة إلى الأمريكيين الأصليين، فقد استمع الإنجليز إلى خطين من التفكير في وقت واحد. لأن هؤلاء الناس كانوا فاتحين البشرة، وكان ينظر إليهم على أنهم أوروبيين أكثر، وبالتالي هم المرشحين للحضارة. في الوقت نفسه، لأنهم كانوا يحتلون الأرض التي تريدها القوى الاستعمارية، كانوا من البداية، أهداف هجوم عسكري محتمل.
في البداية، تم استخدام الخدم المعزولين كعمال ضروريين. وقدم هؤلاء الخدم ما يصل إلى سبع سنوات من الخدمة في مقابل القيام برحلتهم إلى جيمستاون دفعت من قبل شخص في جيمستاون. وبمجرد انتهاء السنوات السبع، كان الخادم المعيَّن يتمتع بحرية العيش في جيمستاون كمواطن عادي. ومع ذلك، بدأ المستعمرين يرون أن الخدم المتكلفين مكلفون جدا، وفي عام 1619، جلب التجار الهولنديون أول عبيد إفريقيين إلى جيمستاون، ومع ذلك كانوا في أمريكا الشمالية في البداية يعاملون بصفة عامة كخدم.
اعتمدت العديد من الكليات المستعمرة المستعبدين واعتمدت على الأسرى للعمل.

## أول مستعبدين للأفارقة

### كارولينا
حتى أوائل القرن الثامن عشر، كان من الصعب الحصول على الأفارقة المستعبدين في المستعمرات التي أصبحت تابعة للولايات المتحدة، حيث تم بيع معظمهم في جزر الهند الغربية. واحدة من أولى المؤسسات الرئيسية للرق الإفريقي في هذه المستعمرات وقعت مع تأسيس تشارلز تاون ومقاطعة كارولينا في 1670. تأسست المستعمرة في الأساس من قبل مزارعين من مستعمرة جزيرة السكر التابعة لباربادوس المكتظة بالسكان البريطانية، والتي جلبت أعدادا كبيرة نسبيا من العبيد الأفارقة من تلك الجزيرة.
فمن الصعب على مدى عدة عقود الحصول على العبيد الأفارقة شمال منطقة البحر الكاريبي. ولتلبية احتياجات العمالة الزراعية، مارس المستعمرون الرق الهندي لبعض الوقت. لقد حول الكارولينيون تجارة الرقيق الهندية خلال أواخر القرن السابع عشر وأوائل القرن الثامن عشر من خلال معاملة هؤلاء العبيد كسلعة تجارية يتم تصديرها، خاصة إلى جزر الهند الغربية. ويقدر آلان غالاي أنه بين 1670 و 1715، تم تصدير ما بين 24 ألف و51 ألف من الأميركيين الأصليين من ولاية كارولينا الجنوبية - أكثر بكثير من عدد الأفارقة الذين استوردوا إلى مستعمرات الولايات المتحدة في المستقبل خلال الفترة نفسها.

### فيرجينيا وخليج تشيزابيك
هبط أول إفريقيين إلى أمريكا الشمالية البريطانية في ولاية فرجينيا في 1619. وصلوا على سفينة هولندية استولت عليهم من الأسبان. ويبدو أن هؤلاء الأشخاص الذين يبلغ عددهم نحو 20 شخصا قد عوملوا على أنهم من الخدم المعينين، كما أن عددا كبيرا من الأفارقة المستعبدين قد كسبوا حريتهم من خلال إبرام عقد عمل أو التحول إلى المسيحية. بعض الناس الحرة الناجحة من اللون، مثل أنطوني جونسون، اكتسبوا العبيد أو الخدم لأنفسهم. بالنسبة لكثير من المؤرخين، لا سيما إدموند مورغان، تشير هذه الأدلة إلى أن المواقف العنصرية كانت أكثر مرونة في القرن السابع عشر في فيرجينيا أكثر مما كانت ستصبح في وقت لاحق. وسجل تعداد عام 1625 أوضح أن هناك 23 إفريقيا في ولاية فرجينيا. وفي عام 1649 كان هناك 300، وفي عام 1690 كان هناك 950.

### بريطانيا الجديدة
كان العبيد، الأفارقة والسكان الأصليين، جزءا أصغر من اقتصاد بريطانيا الجديدة وجزء صغير من السكان، لكنهم كانوا حاضرين. وقد قام التطهيريون بتدوين العبودية في عام 1641. وقد أصدرت مستعمرة ماساتشوستس الملكية حريات الجسد، التي حظرت الرق في كثير من الحالات، ولكنها سمحت بثلاثة أسس قانونية للرق. احتجاز العبيد إذا كانوا أسرى حرب، إذا باعوا أنفسهم في عبودية أو تم شراؤهم من أماكن أخرى، أو إذا حكمت عليهم السلطة الحاكمة بالرق. واستخدمت حريات الجسد كلمة «الغرباء» للإشارة إلى الأشخاص الذين اشتروا وبيعوا كعبيد. جاء المستعمرون لمساواة هذا المصطلح مع الأمريكيين الأصليين والأفارقة.

### نيويورك ونيوجيرسي
قدمت شركة الهند الغربية الهولندية الاسترقاق في عام 1625 باستيراد أحد عشر من السود المستعبدين الذين عملوا كمزارعين وتجار فراء وبناة إلى نيو أمستردام (مدينة نيويورك الحالية)، عاصمة مقاطعة نيو نذرلاند، والتي توسعت فيما بعد عبر نهر الشمال (نهر هدسون) إلى بيرغن (في نيو جيرسي اليوم). وكان المستوطنون يحجزون العبيد في وقت لاحق إلى المنطقة. وعلى الرغم من الاسترقاق، فإن الأفارقة يتمتعون ببعض الحقوق الأساسية، وعادة ما تظل الأسر سليمة. وقد تم تعميد أبنائهم في الكنيسة الإصلاحية الهولندية وتزوجوا من قبل وزرائها. ويمكن للعبيد أن يدلوا بشهادتهم أمام المحكمة، وأن يوقعوا الوثائق القانونية، وأن يرفعوا دعاوى مدنية ضد البيض. ويسمح لبعضهم بالعمل بعد ساعات من الحصول على أجور مساوية للأجور المدفوعة للعمال البيض. عندما سقطت المستعمرة إلى الإنجليزية في 1660s، وحررت الشركة جميع العبيد، وإنشاء في وقت مبكر على الزنوج مجانا. وواصل الإنجليز استيراد العبيد لدعم العمل المطلوب. وقام الأفارقة المستعبدين بمجموعة واسعة من الوظائف الماهرة وغير الماهرة، ومعظمهم في المدينة الساحلية المزدهرة والمناطق الزراعية المحيطة بها. في عام 1703 أكثر من 42٪ من الأسر في مدينة نيويورك كانوا عبيد، وهي نسبة أعلى مما كانت عليه في مدينتي بوسطن وفيلادلفيا، والثانية فقط إلى تشارلستون في الجنوب.

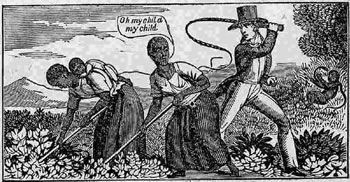
لوحة مرسومة لفلاحين مستعبدين

### الغرب الأوسط، نهر المسيسيبي، ولويزيانا
قدم الفرنسيون الرق القانوني في مستعمراتهم في فرنسا الجديدة بالقرب من البحيرات الكبرى ونهر المسيسيبي. بعد ميناء نيو اورليانز إلى الجنوب، تأسست في 1718، تم استيراد المزيد من العبيد الأفارقة إلى ولاية إلينوي لاستخدامها كعمال الزراعة أو التعدين. وبحلول منتصف القرن الثامن عشر، كان العبيد يشكلون ثلث السكان في تلك المنطقة. كان الرق في مستعمرة لويزيانا بشكل مستمر خلال فترات الحكم الفرنسية (1699 - 1763، 1800 - 1803) والإسبانية (1763 - 1800). كان أول من استعبدهم الفرنسيون همالأمريكيين الأصليين. وتم جلب الأفارقة إلى المنطقة في أوائل القرن الثامن عشر، كجزء من الجهود المبذولة لتطوير المستعمرة.
نفذ لويس الرابع عشر ملك فرنسا قانون نوير في لويزيانا الاستعمارية في 1724، تنظيم تجارة الرقيق وممارسة الرق في المستعمرات الفرنسية. أعطت لويزيانا نمطا مختلفا جدا من الرق مقارنة ببقية الولايات المتحدة. وكما هو مكتوب، أعطى قانون نوير بعض الحقوق للعبيد، بما في ذلك الحق في الزواج. وعلى الرغم من أنها أذنت بتدوين العقوبة البدنية القاسية ضد العبيد في ظل ظروف معينة، فإنها منعت أصحاب العبيد من تعذيبهم أو لفصل الزوجين (أو فصل أطفال صغار عن أمهاتهم). كما تطلب من أصحابهم أن يرشدوا العبيد في الإيمان الكاثوليكي، مما يعني أن الأفارقة هم بشر يتمتعون بالروح، وهي فكرة لم يتم الاعتراف بها حتى ذلك الحين.
كما حظر قانون نوير الزواج بين الأعراق، ولكن تم تشكيل علاقات بين الأعراق في مجتمع نيو أورليانز. وأصبح الطقوس طبقة اجتماعية وسيطة بين البيض والسود، بينما في المستعمرات الإنجليزية كان الملاك والسود يعتبرون متساوين ومتميزين على قدم المساواة.

### فلوريدا
قدم الإسبان العبودية في فلوريدا بعد وقت قصير من ادعائهم في عام 1513. كانت المستعمرة الإسبانية متناثرة وكان هناك عدد قليل نسبيا من العبيد. وفي عام 1763، أصبحت فلوريدا مستعمرة بريطانية، وشهدت المستعمرة ارتفاعا كبيرا في نسبة العبيد من 18٪ إلى حوالي 65٪ بحلول عام 1783.

## تطور الرق في أمريكا في القرن السابع عشر

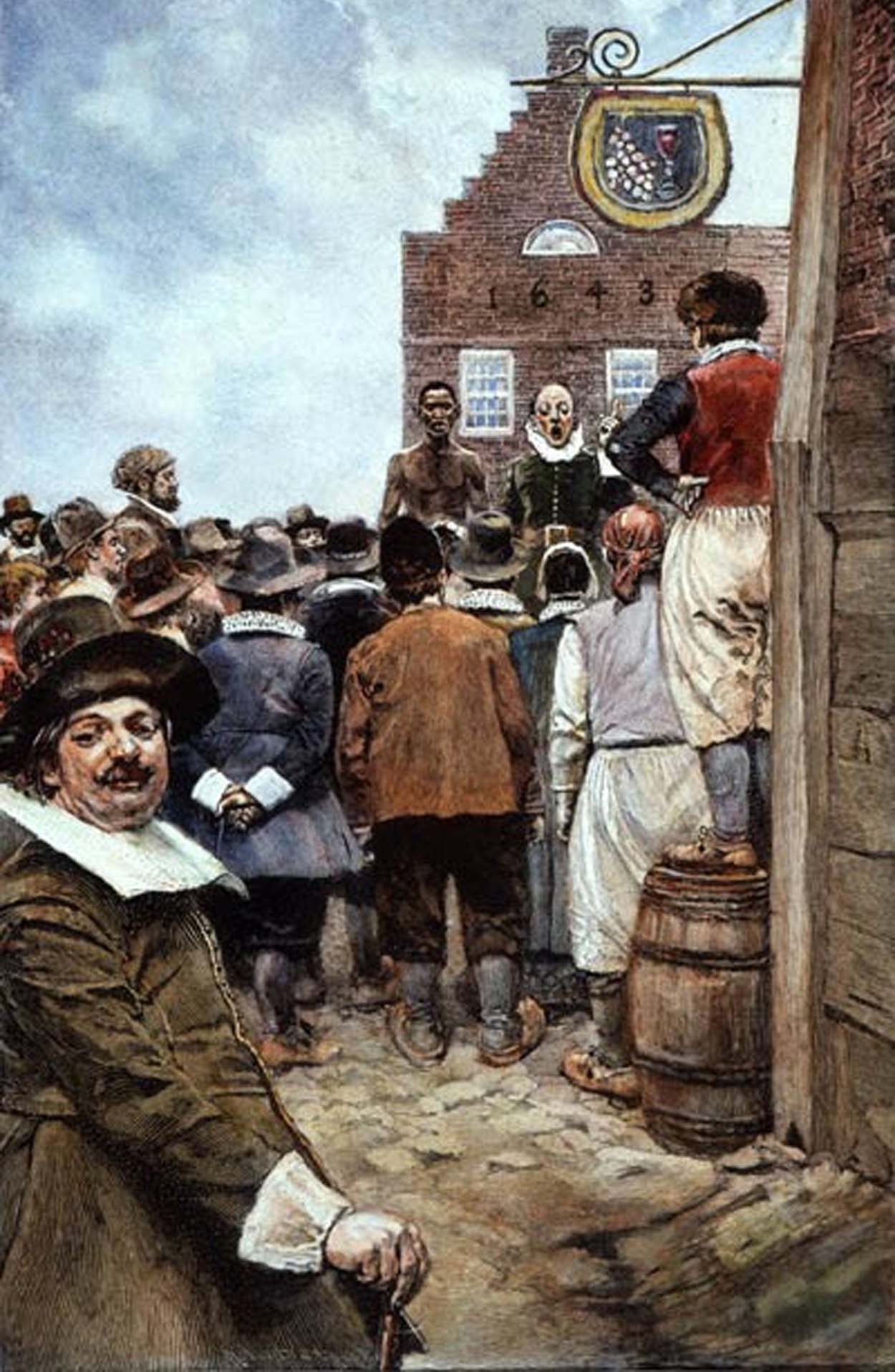
مزاد الرقيق الأول في نيو أمستردام في 1655، من قبل هوارد بايل

تفاقمت حواجز الرق في النصف الثاني من القرن السابع عشر، وتزايدت آفاق الأفارقة المستوردين. وبحلول عام 1640، حكمت محاكم فرجينيا على خادم أسود واحد على الأقل، جون بانش بالرق. وفي عام 1656، فازت إليزابيث كي بدعوى الحرية استنادا إلى وضع والدها كرجل إنجليزي حر، واعتماده كمسيحي في كنيسة إنجلترا. وفي عام 1662، أصدر بيت بورجيسيس في فيرجينيا قانونا مع مبدأ الجزئية، ينص على أن أي طفل يولد في المستعمرة سيتبع وضع أمه سواء مكفول أو مجانا. وكان هذا انقلابا لمبدأ منذ فترة من القانون العام الإنجليزي، حيث وضع الطفل يتبع ذلك من الأب. وقد مكنت حملة العبيد وغيرهم من الرجال البيض من إخفاء الأطفال المختلطين الذين ولدوا بسبب اغتصاب نساء الرقيق وإزالتهن مسؤولية الاعتراف بالأطفال أو دعمهم أو تحررهم.
خلال النصف الثاني من القرن السابع عشر، تحسن الاقتصاد البريطاني وانخفض عدد المعروضين من الخدم البريطانيين، حيث كان لدى البريطانيين الفقراء فرص اقتصادية أفضل في الداخل. في الوقت نفسه، تمرُد بيكون من 1676 قاد المزارعون للقلق حول المخاطر المحتملة من خلق فئة كبيرة من الهائجين، من لا يملكون أرضًا، والفقراء نسبيا الرجال البيض (معظمهم من الخدم السابقين السابقين). بدأ مزارعو فرجينيا وماريلاند الأغنياء في شراء العبيد في تفضيلهم للعاملين في الخدمة خلال أعوام 1660 و 1670، وجاء المزارعون الأكثر فقرا حذوها ب ألف و 700 جنيها. (العبيد يكلفون أكثر من الخدم، لذلك في البداية فقط الأثرياء يمكن أن يستثمرون في العبيد.) أول المستعمرين البريطانيين في ولاية كارولينا عرض العبودية الإفريقية في المستعمرة في 1670، السنة التي تأسست فيها المستعمرة، وأصبحت تشارلستون في نهاية المطاف الأكثر ازدحاما بالرقيق في شمال أمريكا. انتشر الرق من ولاية كارولينا الجنوبية لوكونتري أولا إلى جورجيا، ثم عبر الجنوب العميق كما علية قوم ولاية فرجينيا عبروا أبالاشيانز إلى كنتاكي وتينيسي. كما قام الشماليون بشراء العبيد، وإن كان ذلك على نطاق أصغر بكثير. وقد تجاوز عدد المستعبدين البيض في ولاية كارولينا الجنوبية منذ أوائل عام 1700 إلى الحرب الأهلية. وتطورت ثقافة سياسية استبدادية لمنع تمرد العبيد وتبرير عقد الرقيق الأبيض. وكان العبيد الشماليون يسكنون عادة في المدن، وليس في المزارع كما في الجنوب، وعملوا كمساعدين حرفيين وعمال بحريين وملاحين وعمال شحن وتفريغ، وخدم المنازل.
في عام 1672، عاد الملك تشارلز الثاني إلى شركة رويال أفريكان (التي كان قد تم تأسيسها في البداية عام 1660)، كاحتكار لللغة الإنجليزية للرقيق الإفريقي والسلع التجارية، وبعد ذلك في 1698، بموجب القانون، افتتح البرلمان الإنجليزي التجارة إلى جميع المواضيع الإنجليزية.
وازدادت تجارة الرقيق إلى مستعمرات المحيط الأطلسي زيادة كبيرة في الثمانينيات من القرن السابع عشر، وبحلول عام 1710 زاد عدد السكان الإفريقيين في فيرجينيا إلى 23 ألف ومائة نسمة (42٪ من المجموع). وشملت ميريلاند 8 ألاف إفريقي (23٪ من المجموع). في أوائل القرن الثامن عشر، مرت انكلترا علي حساب اسبانيا والبرتغال لتصبح الرائدة في عالم تجارة الرق.
لم تستورد المستعمرات الملكية في أمريكا الشمالية الأفارقة فحسب، بل استولت أيضًا على الأمريكيين الأصليين، مما أثار إعجابهم بالعبودية. وتم شحن العديد من الأمريكيين الأصليين كعبيد إلى منطقة البحر الكاريبي. وقد تمكن العديد من هؤلاء العبيد من المستعمرات البريطانية من الفرار من خلال التوجه جنوبا إلى مستعمرة فلوريدا الإسبانية. هناك يأخذون حريتهم إذا أعلنوا ولائهم لملك اسبانيا وقبول الكنيسة الكاثوليكية. في 1739 تم تأسيس فورت موس من قبل افراد امريكيين إفريقيين واصبح مركز الدفاع الشمالي لسانت لويس. في عام 1740، هاجمت القوات الإنجليزية ودمرت الحصن، الذي أعيد بناؤه في 1752. لأن فورت موس أصبح ملاذا للعبيد الهاربين من المستعمرات الإنجليزية إلى الشمال، ويعتبر موقعا سلفيا للسكك الحديدية تحت الأرض.
من المثير للدهشة أن الرق تطور في أمريكا الشمالية البريطانية قبل أن يقوم الجهاز القانوني الذي يدعم الرق. خلال أواخر القرن السابع عشر وأوائل القرن الثامن عشر، كانت قوانين الرق الجديدة القاسية تقيد حقوق العبيد الأفارقة وتقطع طرقها إلى الحرية. أول رمز رق واسع النطاق في أمريكا الشمالية البريطانية كان كارولينا الجنوبية (1696)، الذي كان نموذجا على قانون الاستعمار بربادوس الاستعماري 1661 وتم تحديثه وتوسيعه بانتظام طوال القرن الثامن عشر.
في عام 1691 حظر قانون فيرجينيا على أصحاب العبيد تحريرهم ما لم يدفعوا مقابل نقلهم من فيرجينيا. أجرت فيرجينيا تجريم الزواج بين الأعراق في 1691، وألغت القوانين اللاحقة حقوق السود في التصويت، وتولي المنصب، وحمل السلاح. أنشأ بيت بورجيسيس فرجينيا الإطار القانوني الأساسي للرق في عام 1705.